# Abdoul Mbaye
Aminata Touré (Dakar, 13. april 1953) er en senegalesisk politiker.
Mbaye studerede ved Cheikh-Anta-Diop University, HEC Paris og Université Paris 1 Panthéon-Sorbonne. Efter at have afsluttet sine studier arbejdede han i Central Bank of West Africa fra 1976. Mbaye havde været premierminister i Senegal under præsident Macky Sall siden 5. april 2012 og efterfulgte Souleymane Ndéné Ndiaye. Han blev løsladt den 1. september 2013.